# Yngve Persson (ingenjör)

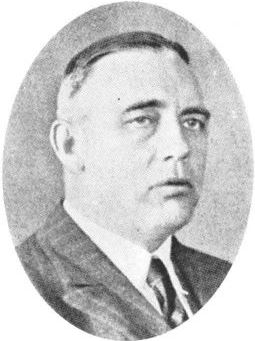
Yngve Persson.

Per Harald Yngve Persson, född 26 maj 1890 i Stenbrohults församling, Kronobergs län, död 29 mars 1964 i Nikolai församling, Örebro, var en svensk ingenjör.
Efter studentexamen i Helsingborg 1910 utexaminerades Persson från Kungliga Tekniska högskolans avdelning för elektroteknik 1914. Han var föreståndare för elektriska fackavdelningen vid tekniska skolan i Katrineholm 1915–1918, biträdande ingenjör i firma Ernst af Forselles i Katrineholm 1916–1918, blev teknisk chef för Forselles Elektriska AB där 1918, chef för Vetlanda stads elektricitetsverk 1922, för Kristinehamns stads dito 1927 samt var direktör för Örebro stads gas- och elektricitetsverk från 1936.
Persson var ledamot av stadsfullmäktige i Katrineholm samt av drätselkammaren där 1918–1922 och ordförande i byggnadsnämnden i Vetlanda 1926–1927. Han var styrelseledamot i Svenska Elektricitetsföreningen 1926–1928, vice ordförande i dito från 1941, styrelseledamot i Svenska elektricitetsverkens ekonomiska förening från 1937, i Svenska Gasverksföreningen från 1941, vice ordförande i dito från 1944, i Örebro Ingenjörsklubb 1938–1941 och ordförande från 1942. Han var ledamot av 1943 års elkraftsutredning, inspektor för Örebro stads yrkesskola från 1944 och för Centrala verkstadsskolan i Örebro från 1945.